# バウレ語 (ボリビア)
バウレ語（バウレご、英: Baure）とはボリビアのベニ県で話されている言語である。

## 分類
資料によってはイグナシオ語やトリニダード語といったいわゆるモヘーニョス（西: Mojeños）と総称される先住民の言語の上位区分とされている場合がある。

## 音韻論

### 分節音素
Baptista & Wallin (1967:27) によると、音素の内訳は p、t、č、k、ˀ、b、s、š、h、m、n、r、w、y、i、e、a、o である。

## 文法

### 形態論
Dryer (2013a) は Baptista & Wallin (1967:passim) を根拠として、接頭辞がつく語形変化と接尾辞がつく語形変化とを比較した場合、後者がやや優勢な傾向にあるとの判断を下している。

#### 代名詞
人称代名詞は以下の通りである。
|        |        | 単数 | 複数 |
| ------ | ------ | ---- | ---- |
| 一人称 | 一人称 | nti  | bití |
| 二人称 | 二人称 | pití | yití |
| 三人称 | 女性   | rití | notí |
| 三人称 | 男性   | rotí | notí |

#### 動詞
動詞の語形変化は以下のような主語を表す接頭辞もしくは目的語を表す接尾辞を付加することにより為される。
|        |        | 単数   | 単数   | 複数 | 複数 |
| 接頭辞 | 接尾辞 | 接頭辞 | 接尾辞 |      |      |
| ------ | ------ | ------ | ------ | ---- | ---- |
| 一人称 | 一人称 | ni-    | -ni    | bi-  | -bi  |
| 二人称 | 二人称 | pi-    | -Pi    | yi-  | -yi  |
| 三人称 | 男性   | ro-    | -ro    | no-  | -no  |
| 三人称 | 女性   | ri-    | -ri    | no-  | -no  |

### 統語論

#### 句
属格にあたる要素は被修飾語の後ろに置かれる。
- 例: to rowér-to kosé[7]

グロス: the 家-the Joe
訳: 「Joe の家」
形容詞や関係節にあたる要素も被修飾語の後ろに置かれるが、数詞は被修飾語の前に来る。
- 例: to-pon-mapín-rošéčaneb-čónokoneb

グロス: the-他の-二つ-3sg.m.poss.兄弟-大きい
訳: 「彼のまた別にいる2人の大きな子供」

#### 節
Dryer (2013c) はBaptista & Wallin (1967:passim) より、従属節化させる語が最初に来るものとして読み取っている。
例:
- ápo-rošímoša to hir[9]

グロス: もし-3sg.sbj.着く the 男
訳: 「もし男が着くならば」
- koéč-beríkononeb notí[10]

グロス: …なので-漁師 3pl
訳: 「彼らは漁師なので」

## 関連文献
- Crevels, M. (2007). "South America." In C. Moseley (ed.), Encyclopedia of the world's endangered languages, pp. 103–196. London: Routledge.